# Raye
Rachel Agatha Keen (* 24. října 1997 Tooting, Londýn), profesionálně známá jako Raye, je anglická zpěvačka a skladatelka.
Do širšího povědomí se dostala v roce 2016 díky spolupráci na tanečních singlech „By Your Side“ s Jonasem Blue a „You Don't Know Me“ s Jax Jonesem, který se umístil na třetím místě v UK Singles Chart, a oba byly certifikovány jako platinové. Raye se už v 18 letech dostala do užšího výběru ceny BBC Music Sound of… za rok 2017 a umístila se na třetím místě. Byla také několikrát nominována na cenu BRIT Awards. V roce 2024 pak získala rekordních 7 nominací a 6 proměnila v ocenění, což bylo nejvíce, kolik si za dobu předávání cen odnesl jediný umělec během jednoho ročníku.
V listopadu 2020 vydala své debutové mini-album Euphoric Sad Songs obsahující britský top 10 singl „Secrets“. Jelikož jí nebylo umožněno vydat své první studiové album, oznámila v červenci 2021 konec několikaleté spolupráce s nahrávací společností Polydor Records. Debutové studiové album My 21st Century Blues vydala až jako nezávislá umělkyně 3. února 2023. Singl „Escapism“ z alba se umístil na prvním místě v UK Singles Chart a stal se i její první skladbou, která se dostala do hitparády Billboard Hot 100.

## Život
Narodila se ve čtvrti Tooting v jižním Londýně primárně dominované asijskou a indickou komunitou, vyrůstala nedaleko odtamtud v Croydonu.
Pochází z hudebně nadané rodiny. Její otec hrál jako klávesista v popové kapele a dědeček psal písně. Její matka zpívala ve farním sboru, její babička byla též talentovaná ve zpěvu. Raye se v útlém věku naučila hrát na klavír, violoncello, flétnu a kytaru.
Její otec byl zaměstnán v pojišťovnictví a je rodilý Brit, její matka pracovala pro National Health Service (NHS) a je ghansko-švýcarského původu. Její rodiče se potkali v kostele, kde byli oba činní ve farnosti. Raye má tři mladší sestry (Abby a Lauren, která je textařka). Raye později najala vlastní rodinu jako svůj tým - její otec se stal manažerem jí i jejích dvou sester.
Raye vlastní psa jménem Yoshi, který je křížencem čivavy a pomeraniana (pomchi).

## Kariéra
Raye studovala střední školu Woodcote High School v Croydonu a poté se zapsala na prestižní umělecky zaměřenou BRIT school, kde studovala tanec a hudbu. Na škole ale vydržela pouze dva roky s odůvodněním, že se naučila hodně, ale prostředí školy nebylo nakloněné popové hudbě. V té době již navíc intenzivně pracovala na své hudbě mimo školu, a nebylo tak možné oboje časově skloubit. Svůj první hudební počin EP Welcome To The Winter vydala na platformě SoundCloud v roce 2014, následně v roce 2015 vydala dvě samostatné skladby „Flowers“ a „Alien“. Vlastní píseň si tak mohla v rádiu poprvé poslechnout ve svých 16 letech.

### 2014-2021: První singly a konflikt s vydavatelstvím
Její skladby „Hotbox“ z prvního EP si v roce 2014 všiml zpěvák Years & Years Olly Alexander a skladbu sdílel s hudebním vydavatelstvím Polydor. Stejného roku nabídl Polydor Raye smlouvu, kterou v té době v již 17 letech podepsala. Byť měla v šuplíku připravené vlastní R&B album s 11 skladbami, vydáno nebylo s odůvodněním, že album nemá hudební styl, který by se dobře prodal.
Její hlas a skladby na prvním EP zaujaly britskou interpretku Charli XCX, která pro Raye v roce 2016 režírovala videoklip k singlu „I, U, Us“. Ten spolu se singly „Ambition“ a „Distraction“ vyšel v rámci jejího druhého EP Second, na kterém s ní spolupracoval rapper Stormzy. Jejím prvním úspěchem v hitparádách byla spolupráce na singlu „By Your Side“ s Jonas Blue v roce 2016. Poté vydal Jax Jones společně s Raye jako vokalistkou a spoluautorkou singl „You Don't Know Me“, který ve stejném roce dosáhl na třetí místo britské singlové hitparády a stal se 2x platinovým. Raye zároveň v roce 2016 předskakovala na turné britské zpěvačky Jess Glynne.
Následně Raye vydala několik vlastních singlů: The „Line“ (2017) a „Decline“ (2017), napsaný spolu s Mr. Eazi založený na přepracovaném refrénu písně „Always On Time“ od zpěvačky Ashanti, a později singl „Cigarette“ (2018), který nazpívala spolu s britskými interpretkami Mabel a Stefflon Don. Postupně spolupracovala i na několika úspěšných tanečních singlech různých interpretů, jmenovitě „Stay“ s Davidem Guettou (2019), „Tequila“ (2020) ve spolupráci s Jax Jonesem a Martinem Solveigem a „Bed“ (2021) s Joelem Corrym a Davidem Guettou.
Po několika letech trvání smlouvy s vydavatelstvím Polydor, kde byla zapsaná od roku 2014 do července 2021, ji stále nebylo umožněno vydat debutové album. Jeho vydání nakonec podmiňovala společnost úspěchem jejího singlu „Call On Me“ (vydán v červnu 2021, Raye ho napsala pro svou sestru Lauren jako podporu v těžké chvíli). Jádrem sporu s vydavatelstvím byla snaha tlačit Raye k zaměření se na jeden žánr (primárně taneční hudbu), což zpěvačka vzhledem k vlastnímu pestrému repertoáru a hudebnímu vkusu dlouhodobě odmítala. Vše nakonec vyústilo v její odchod z vydavatelství.
Celou situaci popsala v sérii příspěvků na sociální síti Twitter v létě roku 2021. Její negativní zkušenosti s vydavatelstvím zahrnovaly jak slabou podporu, nutnost umělce podřizovat se záměrům vydavatelství (především změny vzhledu a stylu na základě prodejů), tak i neférové vyplácení finančních odměn za skládání písní. Později ji podpořili i další umělci jako Charli XCX, MNEK a Rina Sawayama.
Nemožnost vydat část vlastních písní vedla i k tomu, že psala alespoň pro jiné významnější interprety. Spoluautorovala píseň „Bigger“ na soundtrackovém albu The Lion King: The Gift nazpívaného zpěvačkou Beyoncé k nové verzi filmu Lví král. Dále spolupracovala na mnoha skladbách pro známé interprety jako Charli XCX, Little Mix, John Legend, Hailee Steinfeld, Ellie Goulding, Khalid, Snakehips, Madison Beer a Mabel.
V listopadu 2020 vyšlo ještě v Polydor její mini-album Euphoric Sad Songs, na kterém se objevily dříve vydané singly „Love of Your Life“, „Natalie Don't“ a singl „Secrets“ ve spolupráci s kosovským producentem a DJ Regard. „Secrets“ se umístil v první desítce britské hitparády a vynesl jí nominaci na cenu BRIT Awards za britský singl roku. Na albu se objevil i nový singl ve spolupráci s Rudimental s názvem „Regardless“ (sample singlu „Rapture“ od iiO z roku 2005).

Raye v roce 2023 v klubu PRYZM v britském Kingstonu

### 2022–současnost: Osamostatnění a debutové album
V roce 2022 započala Raye spolupráci s distribuční společností Human Re Sources (pod vydavatelstvím The Orchard) a začala vydávat svou hudbu jako nezávislá interpretka. V březnu 2022 vydali spolu s britským elektronickým duem Disclosure singl „Waterfall“.
Zhruba po roce rozchodu s Polydor Records vydává 30. 6. 2022 vlastní singl „Hard Out Here“, jehož text popisuje právě její frustraci z práce v hudebním průmyslu v předchozích letech. Následující singl „Escapism“ vydaný v listopadu 2022 se stal jejím prvním, který se dostal na první místo britské singlové hitparády a probojoval se i do hitparády Billboard Hot 100 v USA.
3. února 2023 pak vydala své debutové album My 21st Century Blues, které produkoval Mike Sabath. Album se vyšplhalo na druhou příčku britské hitparády alb Top 100. Jeho texty vypráví o jejích problémech s dysmorfofobickou poruchou, sexuálním zneužitím, klimatickou změnou i nevhodným chováním některých lidí v hudebním průmyslu. Ve své písni „Black Mascara“ vydané 24. srpna 2022 se přímo zpovídá z osobní zkušenosti, kdy jí byla bez jejího vědomí přimíchána droga do pití a následně byla sexuálně zneužita. O tom i své složité cestě hudebním průmyslem promluvila při svém vystoupení na festivalu v Glastonbury v roce 2023. Raye sama hovoří o tom, že tvorba hudby je pro ní způsobem terapie a možností o těchto zážitcích mluvit a přetavit i to nejhorší v něco krásného. S albem pak vyjela na celosvětové turné My 21st Century Blues World Tour.

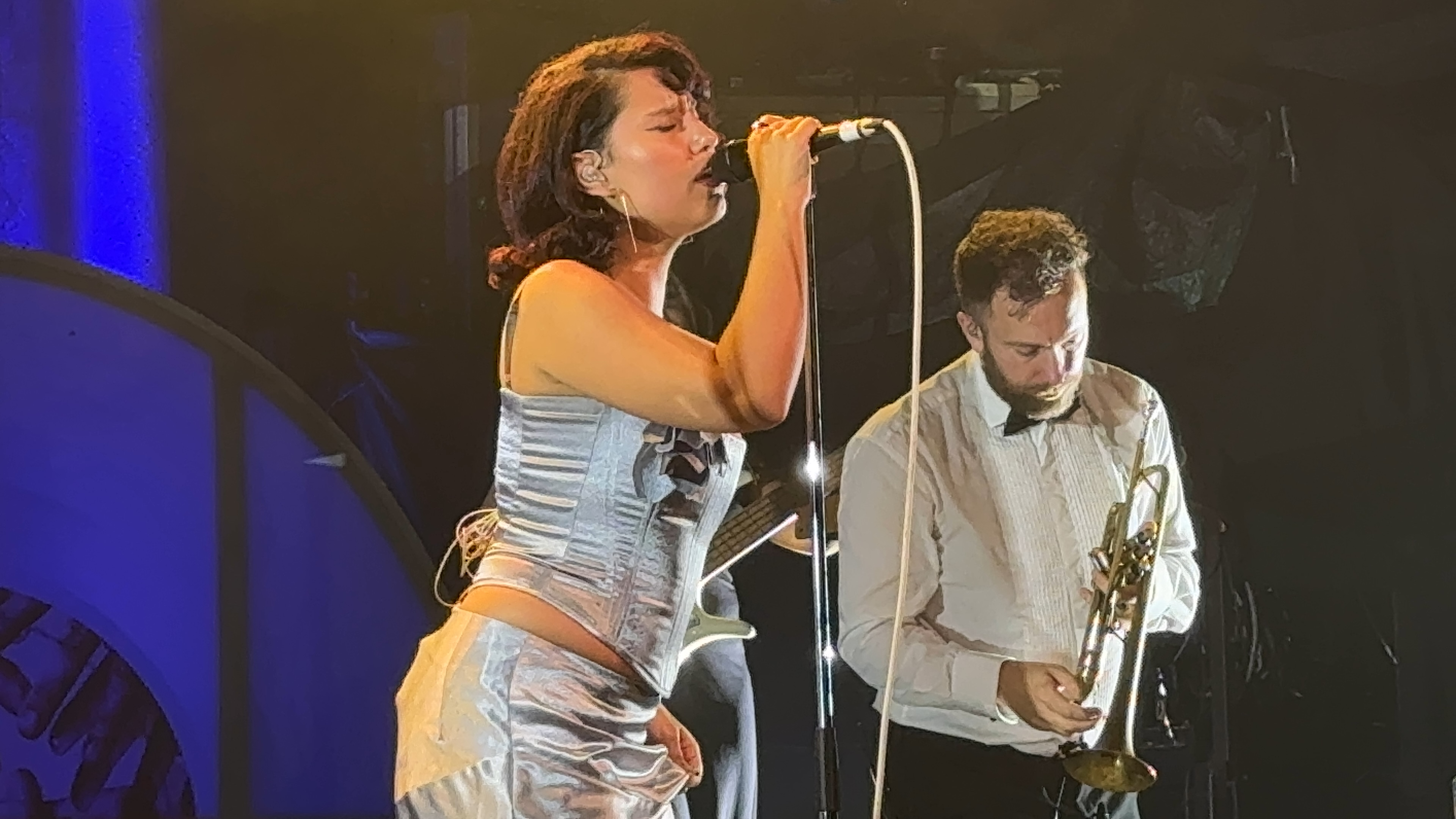
V rámci My 21st Century Blues World Tour ve First Avenue v Minneapolis, podzim 2023

Na začátku roku 2023 se také stala předskokankou na britském turné zpěváka Lewise Capaldiho, evropské části turné zpěvačky SZA a doprovázela zpěvačku Kali Uchis na jejím severoamerickém turné k albu Red Moon in Venus. Během jediného dne nahrála s rapperem Stormzym píseň „The Weekend“, která vyšla v červenci 2023. Na podzim roku 2023 spolu s Hansem Zimmerem napsala a nazpívala píseň „Mother Nature“ pro soundtrack s k osmidílné sérii stanice BBC Planet Earth III (v ČR jako dokumentární cyklus Zázračná planeta).
V roce 2023 bylo její debutové album upraveno do orchestrální verze, živé vystoupení pak vyšlo na albu My 21st Century Symphony (Live at the Royal Albert Hall). Její debut album bylo také nominováno na cenu Mercury Prize, kterou nakonec neobdržela. V roce 2024 byla na BRIT Awards nominovaná v 7 kategoriích a v 6 z nich vyhrála, konkrétně Textař roku, Píseň roku, Best R&B Act, Objev roku, Umělec roku a Album roku. Stala se tak interpretem s nejvíce nominacemi a oceněními v jednom ročníku v celé historii cen. Na pódiu vystupovala bosá a ocenění přijala po boku své babičky. V rámci show uvedla také živý mix svých písní „Ice Cream Man“, „Prada“, a „Escapism“.

## Diskografie
- My 21st Century Blues (2023)